# Simone Rapp
Simone Rapp (Cugnasco, 1º ottobre 1992) è un calciatore svizzero, attaccante del Wil.

## Caratteristiche tecniche
È dotato di un buon tiro e di un buon colpo di testa. Alto e forte fisicamente, nonostante la stazza è anche molto veloce.